# جون ستيفنسون (لاعبة كريكت)
جون ستيفنسون (30 يناير 1943 - ) (بالإنجليزية: June Stephenson)‏ هي لاعبة كريكت بريطانية.

## وصلات خارجية
- جون ستيفنسون على موقع إي آس بي آن كريك إنفو (الإنجليزية)